# Храбн Йёкюльссон
Храбн Йокюльссон (исл. Hrafn Jökulsson; Пустой шаблон {{ВД-Преамбула}} ) — исландский писатель, бывший журналист и политик. В 1995 году он был членом альтинга от Социал-демократической партии.
Храбн — сын журналистки Йоуханны Кристьоунсдоуттир и писателя Йёкудля Якобссона. Родные брат и сестра — писатели Элизабет Йокюльсдоуттир и Идлюги Йокюльссон.
В 2022 году у Храбна диагностировали рак четвёртой стадии.
Скончался 17 сентября 2022 года.